# Diego Corrientes Mateos

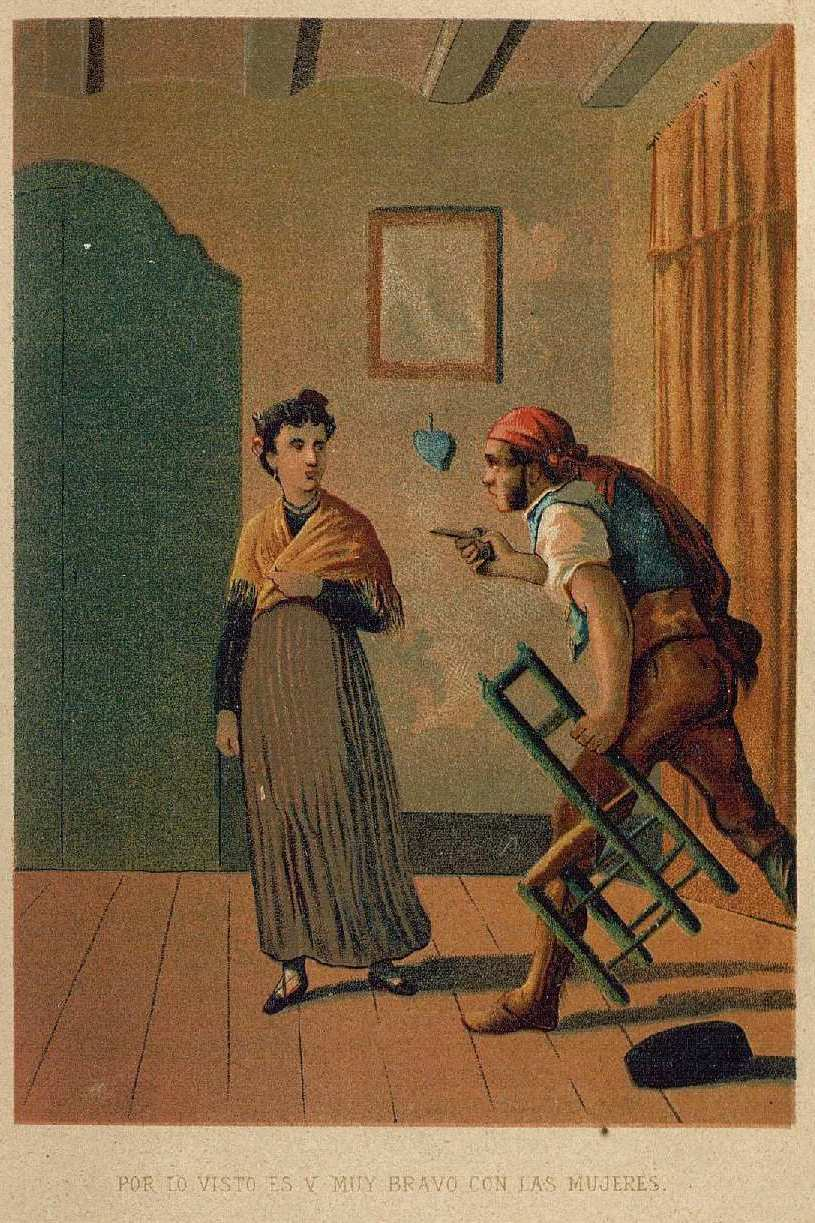
Ilustración de Rafael del Castillo, Los bandidos célebres españoles episodios históricos referentes a los más famosos bandidos / reunidos por Álvaro Carrillo e ilustrados con cromos de reputados artistas, Barcelona, Jaime Seix editor, 1892. T. I, Diego Corrientes, cap. V: «Por lo visto es V muy bravo con las mujeres».

Diego Corriente Mateos (Utrera, provincia de Sevilla, 20 de agosto de 1757-Sevilla, 30 de marzo de 1781) fue un bandolero español del siglo XVIII.

## Biografía
Nació en Utrera. En los documentos de su proceso se lo describe como «de dos varas de cuerpo, blanco, rubio, ojos pardos, grandes patillas de pelo, algo picado de viruelas y una señal de corte en el lado derecho de la nariz». Su oficio, servir la labor del campo. Sabía leer, algo bastante raro en la gente de este humilde empleo. Se desconoce por qué se echó al monte y como cuatrero incurrió en abigeatos que entonces se penaban con la muerte. Se convirtió en una leyenda popular debido a su generosidad con los más pobres. Le robaba a los ricos y repartía entre los pobres algo de lo robado, de manera que esto hacía que subiera la estima que de él tenían en los alrededores (y con ella, la protección, aviso y vigilancia contra sus enemigos).
El rey Carlos III, por medio del juez Francisco de Bruna y Ahumada, ordenó en 1780 su captura, ofreciendo cien piezas de oro a quien lo entregara vivo o muerto. Ese mismo año huyó a Portugal por el acoso constante de las autoridades. Fue prendido en Covillana por el gobernador de Sevilla y una compañía portuguesa al mando del capitán Arias. Poco tiempo después fue trasladado a Sevilla, donde fue juzgado y condenado a morir en la horca. Posteriormente, su cadáver fue descuartizado, como era costumbre, y enviadas partes de su cuerpo a cada una de las provincias en las que había actuado. Su cabeza quedó en Sevilla para, días más tarde, recibir sepultura en la iglesia de San Roque, donde apareció a finales del siglo XX, durante unas operaciones de restauración del templo, con un garfio clavado en el cráneo, como se solía hacer con las cabezas de los ajusticiados.

## El personaje legendario como tema literario y cinematográfico
La vida de un popular bandolero opuesto a la injusticia social, generoso y limosnero, fue asunto de coplas y romances de ciego. Así, por caso, fue famosa la Canción de Diego Corrientes, que decía:

«Ya viene Diego Corrientes / el ladrón de Andalucía / el que a los ricos robaba / y a los pobres socorría»

O la publicación de cordel Pasillo de Diego Corrientes, con diversas reediciones, Historia de Diego Corrientes o El bandido generoso por D. J. F. (1865), y la anónima La nueva historia de Diego Corrientes y sus amores con Consuelo Domínguez.
José María Gutiérrez de Alba, un autor de amplias inquietudes sociales, le dedicó su más que exitoso drama Diego Corrientes o El bandido generoso, drama del género andaluz, en tres actos y en verso (1848; hay edición moderna de 1997) que se reestrenó y reimprimió muy a menudo (en 1872 ya iba por su quinta edición) y en 1856 se adaptó como zarzuela con música de Ramón de Sousa bajo el título Diego Corrientes: zarzuela en tres actos y en verso. La obra es singular por estar escrita en cerradísimo dialecto andaluz. Otra versión en zarzuela fue Flor de la serranía, por obra también de Gutiérrez de Alba (1854), con una segunda parte en Diego Corrientes o el Bandido Generoso (1855) y una tercera aún con La gratitud de un bandido, obra de Enrique Zumel (1856). En 1860 se refundirá el drama en 4 actos y cinco cuadros, con un tercer acto «enteramente nuevo», que merecerá hasta 8 ediciones.
Incluso mereció una larga novela por entregas del famoso Manuel Fernández González, Diego Corriente: Historia de un bandido célebre, Imprenta y Librería de Miguel Guijarro, 1866-1867, 2 vols.
La vida del famoso bandolero incluso llegó al cine mudo, dirigida por Albert Marro para Hispano Films: Diego Corrientes (1914), con Jaime Borrás y Julia Oliván, todo un éxito que llevó al director a iniciar una serie de películas de bandoleros. Diez años después, José Buchs hizo otra versión (1924), y en 1936 se realizó aún una nueva, esta vez por Ignacio F. Inquino. Tras la Guerra civil, el director Antonio Isasi estrenó Diego Corrientes (1959).